# Czepczugi
Czepczugi (ros. Чепчуги) – wieś (sieło) w Rosji, w Tatarstanie, w rejonie wysokogorskim. W 2010 liczyła 1677 mieszkańców.